# Гималайский монал
Гимала́йский мона́л (лат. Lophophorus impejanus) — птица семейства фазановых.

## Описание
Гималайский монал имеет массивную, неуклюжую фигуру с сильными лапами, коротким хвостом и массивным клювом. Оперение самца переливается зелёным, красным, лиловым и синим цветами, гузка белого цвета, хвост медного цвета сверху и чёрного цвета с нижней стороны, хохолок золотистый. Окраска самки коричневая со светлыми полосами и коричневого цвета-чёрными поперечными линиями, горло белое. У птиц обоего пола имеется синее окологлазное кольцо. Самец достигает длины 70 см, из них 23 см приходится на хвост, самка несколько меньше. В противоположность самцу самка не имеет хохолка.

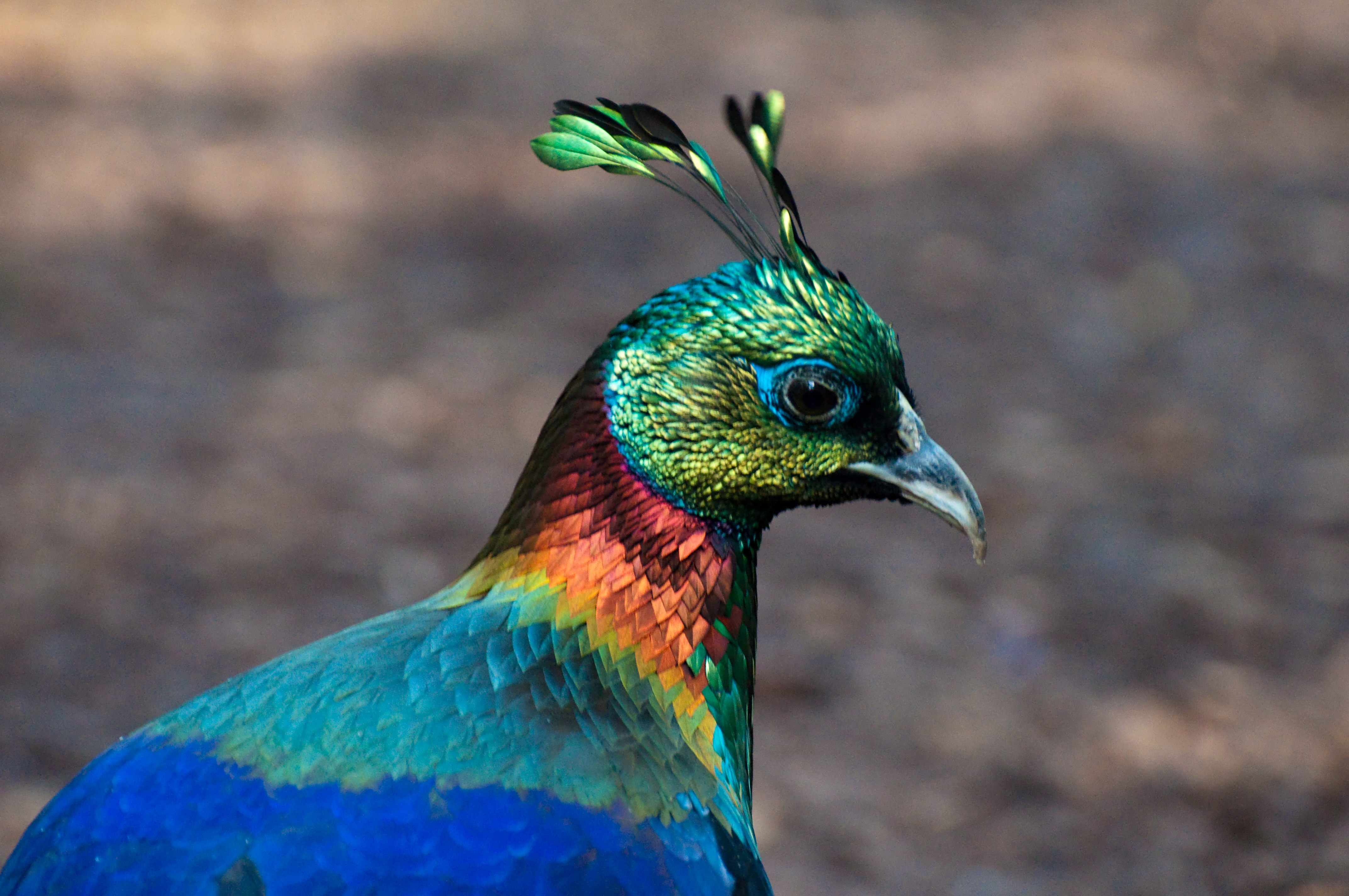

## Распространение
Гималайский монал населяет горные леса с дубами, соснами и рододендроном и крутые пологие склоны с травянистым покровом на высоте от 2 500 до 5 000 м над уровнем моря в Гималаях, от восточного Афганистана вплоть до восточной границы Бутана и в районах Тибета. При высоком снежном покрове он спускается на более низкие горные высоты.

## Образ жизни
Гималайский монал питается корнями, клубнями, побегами, желудями и ягодами, а также насекомыми и их личинками, которых он выкапывает из земли похожим на совок клювом. Птицы часто ищут корм группами по 3—4 особи одного пола. Зимой на климатических благоприятных территориях встречаются и бо́льшие группы.

## Размножение

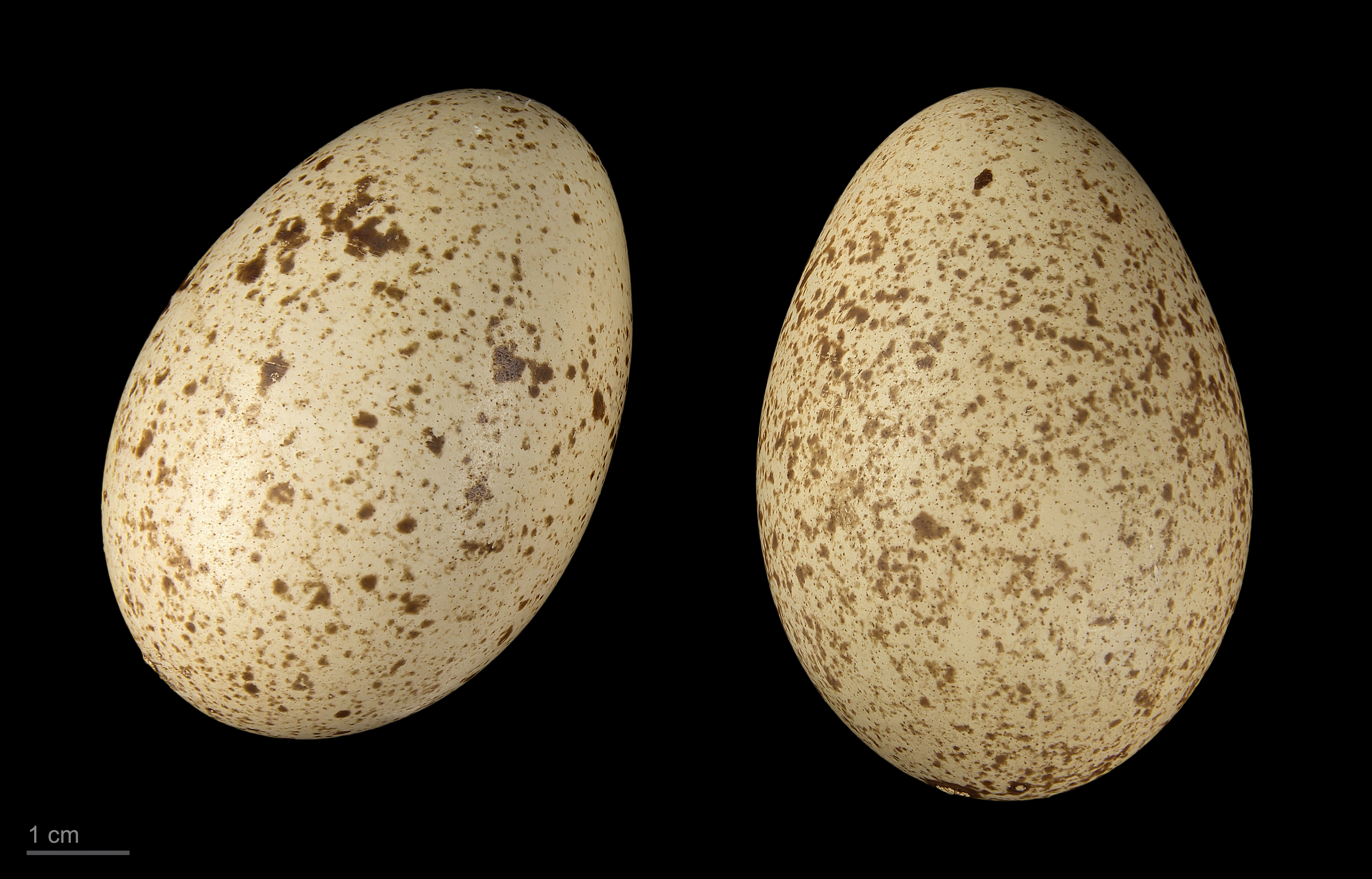
яйцо Lophophorus impejanus — Тулузский музей

В брачный период самец с громкими призывами пытается привлечь самку. При ритуале токования самец нахохливается, гордо вышагивает вокруг и кружится вокруг самки с вытянутой шеей, дрожащим хохлом и свисающим крылом. Иногда петух предлагает курице также маленький камень или корм. Самец покидает курицу, когда та начинает гнездиться, чтобы снова спариваться. В кладке от 4 до 6 белых яиц с красно-коричневыми пятнами. Гнездо представляет собой ямку, выстланную листьями, мхом и соломой. Высиживание продолжается 27 дней.

## Прочее
Гималайский монал является национальной птицей Непала и официальной птицей индийского штата Уттаракханд.

## Фото

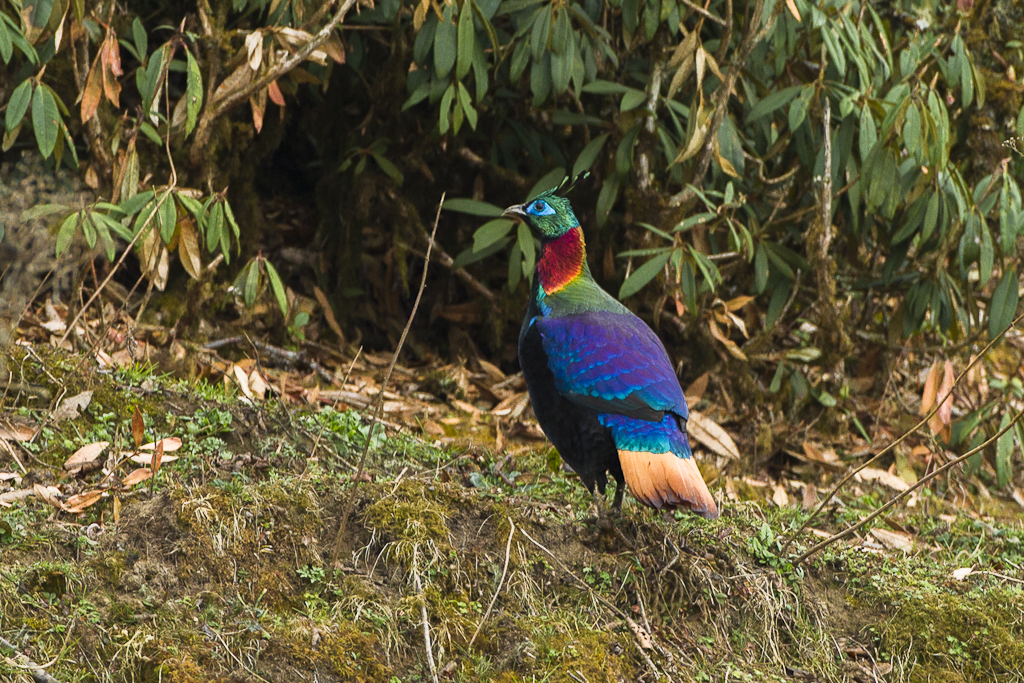
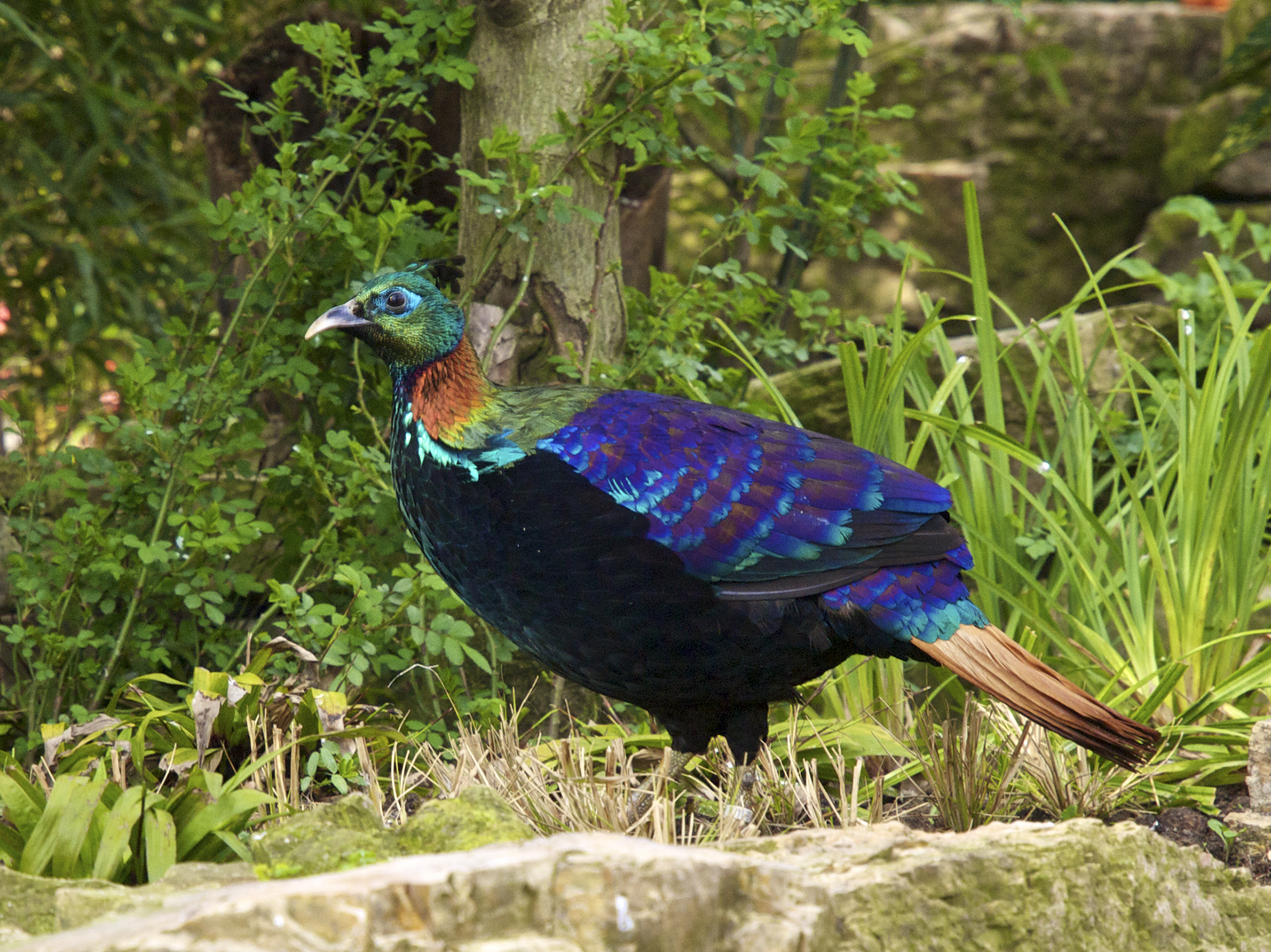
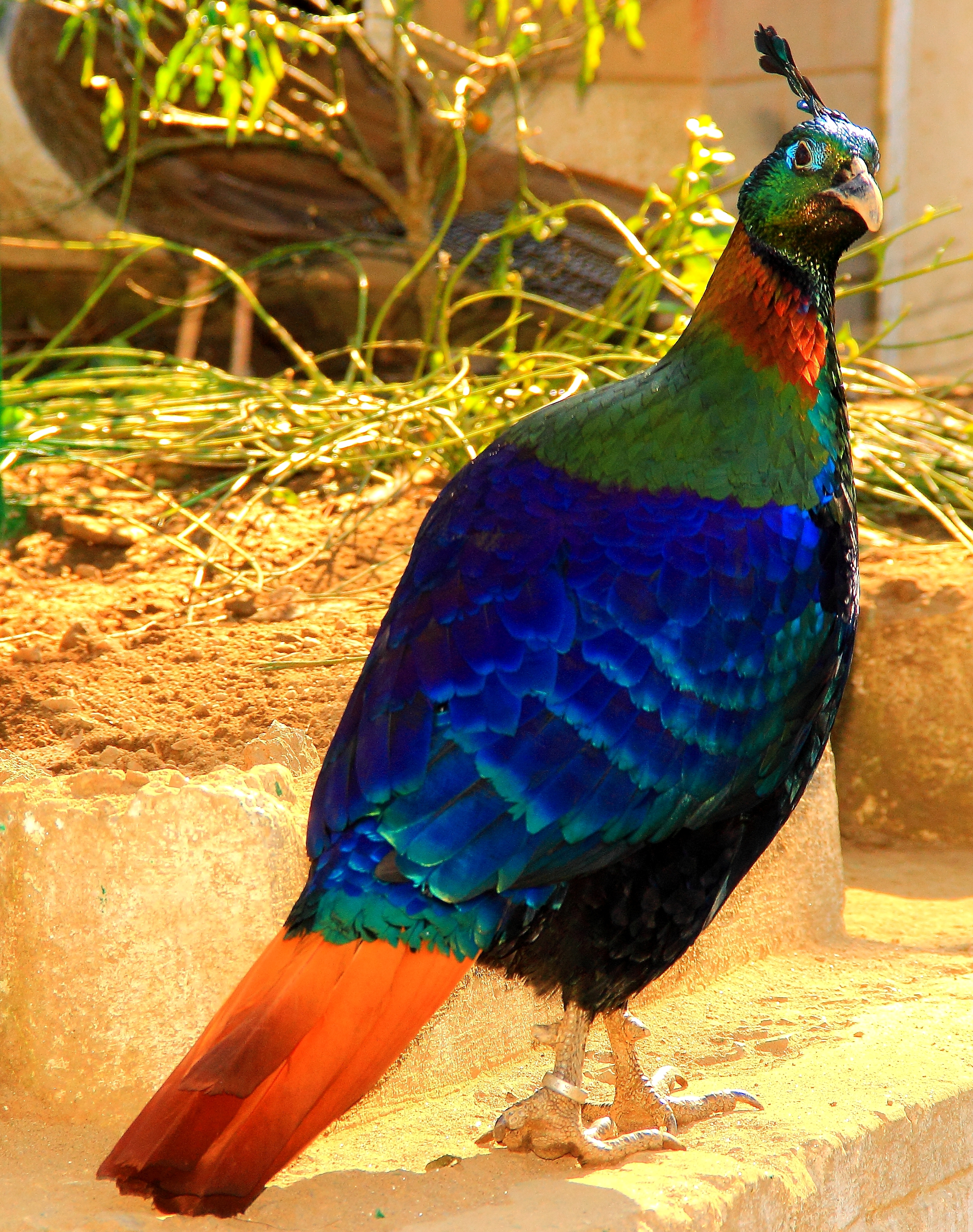
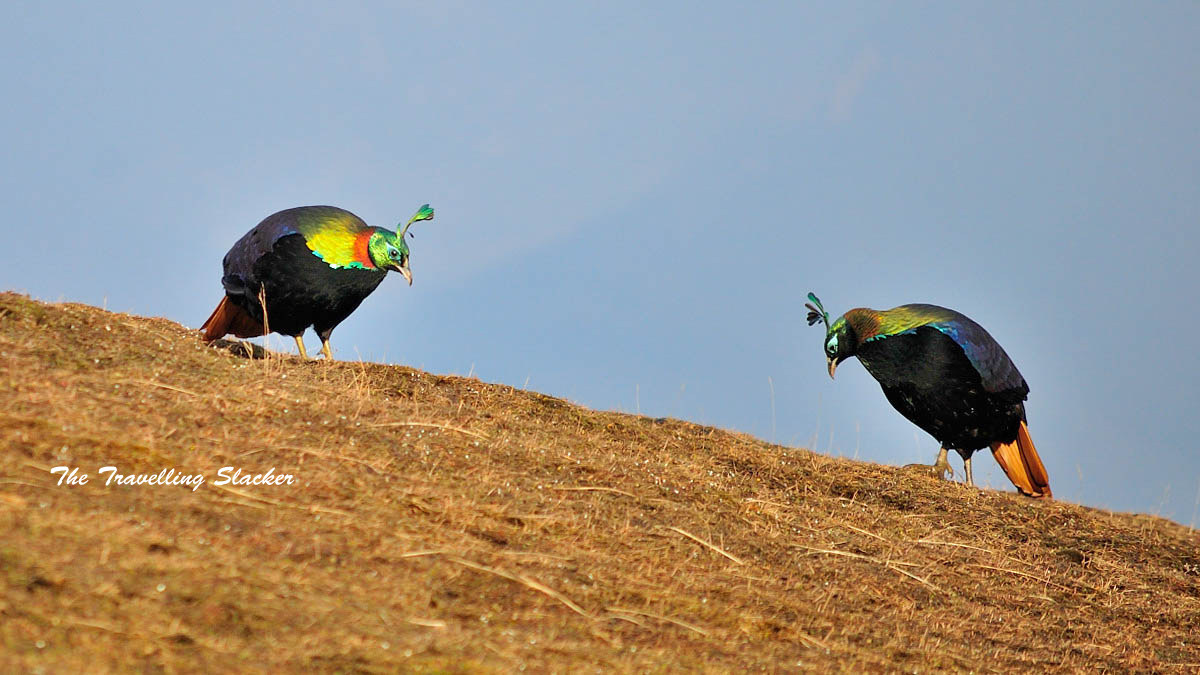
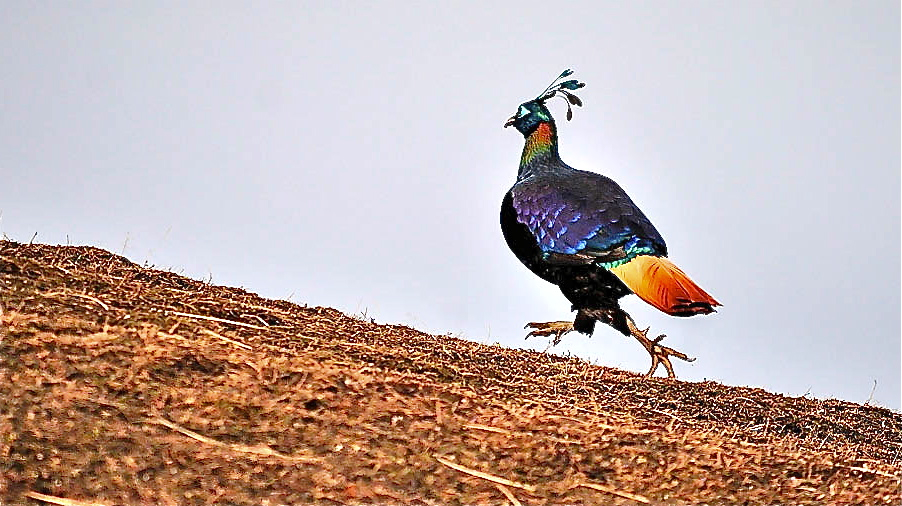